# Братовешть
Братовешть, Братовешті (рум. Bratovești) — село у повіті Вилча в Румунії. Входить до складу комуни Тітешть.
Село розташоване на відстані 174 км на північний захід від Бухареста, 34 км на північ від Римніку-Вилчі, 128 км на північ від Крайови, 100 км на захід від Брашова.

## Населення
За даними перепису населення 2002 року у селі проживали 356 осіб, з них 355 осіб (99,7%) румунів. Рідною мовою 355 осіб (99,7%) назвали румунську.